# پاکالا
پاکالا (رومانیایی: Păcală) یک فیلم کمدی رومانیایی به کارگردانی جئو سائیزسکو است که در سال ۱۹۷۴ منتشر شد.
شخصیت اصلی فیلم پاکالا، یک فرد عامی محبوب رومانیایی است که به شوخ‌طبعی و زیرکی معروف است.
فیلم از دو قسمت تشکیل شده‌است: قسمت اول ۶۵ دقیقه و قسمت دوم ۶۱ دقیقه است. فیلمنامه‌نویسان این فیلم در سال ۱۹۷۴ بابت مشارکت در ارتقای فیلم کمدی در رومانی، برندهٔ «جایزه ویژه هیئت داوران انجمن فیلمسازان رومانی» (ACIN) شدند. پاکالا در رتبه دوم پربیننده‌ترین فیلم‌های رومانیایی در تمام دوران قرار دارد.

## بازیگران
- سباستیان پاپایانی
- اشتفان میهایلسکو-بریلا
- ایلنا استانا-یونسکو
- تئودور پاکا
- کورنلیو گاربئا
- دورل ویشان
- هوراچیو مالائله
- اُکتاویان کوتسکو
- ماریانا میهوتس
- دورینا لازار